# Gilmar Nascimento Texeira
Pour les articles homonymes, voir Texeira.
Gilmar Nascimento Texeira dit « Kid » est un joueur de volley-ball brésilien né le 30 octobre 1970 à Porto Alegre. Il mesure 1,93 m et joue réceptionneur-attaquant.

## Clubs
| Club                  | Pays       | De        | À         |
| --------------------- | ---------- | --------- | --------- |
| Sogipa                | Brésil     | 1984-1985 | 1987-1988 |
| Pirelli Santo André   | Brésil     | 1988-1989 | 1991-1992 |
| Suzano São Paulo      | Brésil     | 1992-1993 | 1994-1995 |
| Olympikus Campinas    | Brésil     | 1995-1996 | 1996-1997 |
| Suzano São Paulo      | Brésil     | 1997-1998 | 1998-1999 |
| Olympikus Campinas    | Brésil     | 1999-2000 | 2001-2002 |
| Unisul Florianopolis  | Brésil     | 2002-2003 | 2002-2003 |
| Vacheros de Bayamon   | Porto Rico | 2002-2003 | 2002-2003 |
| Vérone                | Italie     | 2002-2003 | 2002-2003 |
| Knack Roeselare       | Belgique   | 2003-2004 | 2003-2004 |
| Sun Torray            | Japon      | 2004-2005 | 2004-2005 |
| On Line Novo Hamburgo | Brésil     | 2005-2006 | …         |

## Palmarès
- En club
  - Championnat du Brésil : 1989, 1993, 1996
  - Supercoupe de Belgique : 2004

- En équipe nationale du Brésil
  - Ligue mondiale : 1993